# Pablo Torrijos
Pablo Torrijos Navarro, né le 12 mai 1992 à Castellón de la Plana, est un athlète espagnol, spécialiste du triple saut.

## Biographie
Huitième des championnats d'Europe 2014, à Zurich, il est le premier Espagnol à franchir la limite des 17 mètres au triple saut en début de saison 2015, en réalisant 17,03 m durant les championnats nationaux en salle d'Antequera. Le 7 mars, il bat ce record de 1 cm pour remporter la médaille d'argent aux championnats d'Europe en salle de Prague, derrière le Portugais Nelson Évora.
Le 19 mars 2016, Torrijos termine 7e aux championnats du monde en salle de Portland avec un saut à 16,67 m.
Le 21 juillet 2018, lors des championnats d'Espagne à Getafe, Pablo Torrijos remporte le titre avec 17,23 m, performance non-homologable comme record à cause d'un vent trop élevé (+ 2,3 m/s). Il réalise néanmoins 16,98 m dans des conditions régulières (+ 1,4 m/s), améliorant de deux centimètres son propre record d'Espagne.

## Palmarès
| Date | Compétition                        | Lieu                               | Résultat | Marque  |
| ---- | ---------------------------------- | ---------------------------------- | -------- | ------- |
| 2014 | Championnats d'Europe              | Zurich                             | 7e       | 16,56 m |
| 2015 | Championnats d'Europe en salle     | Prague                             | 2e       | 17,04 m |
| 2015 | Coupe d'Europe des clubs           | Mersin                             | 4e       | 15,76 m |
| 2016 | Championnats du monde en salle     | Portland                           | 7e       | 16,67 m |
| 2016 | Championnats d'Europe              | Amsterdam                          | 8e       | 16,34 m |
| 2017 | Championnats d'Europe en salle     | Belgrade                           | 9e       | 16,73 m |
| 2017 | Championnats d'Europe par équipes  | Lille                              | 3e       | 16,71 m |
| 2017 | Championnats du monde              | Londres                            | 10e      | 16,60 m |
| 2018 | Championnats d'Europe              | Berlin                             | 5e       | 16,74 m |
| 2018 | Coupe continentale                 | Ostrava                            | 8e       | 15,42 m |
| 2020 | Circuit mondial en salle de l'IAAF | Circuit mondial en salle de l'IAAF | 2e       | détails |

## Records
| Épreuve     | Épreuve   | Marque       | Lieu      | Date            |
| ----------- | --------- | ------------ | --------- | --------------- |
| Triple saut | Plein air | 17,09 m (NR) | Castellon | 28 juillet 2020 |
| Triple saut | En salle  | 17,18 m      | Ourense   | 1er mars 2020   |